# Quintus Glitius Atilius Agricola
Quintus Glitius Atilius Agricola est un sénateur et général romain, consul suffect en 97 et en 103, gouverneur de Pannonie en 101-102 puis préfet de Rome sous Trajan.

## Biographie
Il est sans doute originaire de Taurinensis. En effet, c'est à Turin que sont retrouvées plusieurs inscriptions qui nous renseignent sur sa carrière,.
Glitius Atilius sert dans une turme de la cavalerie romaine, puis est decemvir stlitibus iudicandis, c'est-à-dire un des dix chargé de régler les différents d'état civil. Il est tribun militaire dans la legio I Italica.
Il commence sa carrière sénatoriale en tant que questeur de l'empereur Vespasien puis est édile curule. Il est fait patricien durant le règne de Vespasien, probablement pendant la censure conjointe de l'empereur et de son fils Titus en 73/74, et est ensuite préteur.
Sous Domitien, il est juridicus Hispaniae Tarraconensis au moment où Trajan commande la légion en Hispanie, c'est-à-dire en 88. Glitius Atilius devient ensuite légat de la legio VI Ferrata.
Sous Nerva et probablement à la fin du règne de Domitien, il est gouverneur impérial (légat d'Auguste propréteur) de la province de Belgique. Il est consul suffect en 97 sous le règne de Nerva,. Il devient par ailleurs Septemvir epulonum, prêtre qui préside aux festins donnés en l’honneur des dieux.
Sous Trajan, il est gouverneur impérial (légat d'Auguste propréteur) de Pannonie en 101-102, où il remplace Lucius Iulius Ursus Servianus qui rejoint l'empereur pour la première guerre dacique,. Il reçoit des décorations militaires pour sa participation à l'expédition contre les Daces.
Il est à nouveau consul suffect en 103, aux côtés de Manius Laberius Maximus.
Il intègre ensuite les Sodali Augustali Claudiali, collège des compagnons impériaux. Enfin, Glitius Atilius est préfet de Rome.